# Heuschreckendebatte
Als Heuschreckendebatte wird eine politische Debatte in Deutschland im April und Mai 2005 um eine Äußerung des damaligen SPD-Vorsitzenden Franz Müntefering bezeichnet. Dieser verglich das ökonomische Agieren mancher „anonymer Investoren“ mit Heuschreckenplagen.
Der Begriff „Heuschrecke“ gilt im deutschen politischen Sprachgebrauch seitdem als eine abwertende Tiermetapher für Private-Equity-Gesellschaften und andere Formen der Kapitalbeteiligung wie u. a. im Public-private-partnership-Modell, mit mutmaßlich kurzfristigen oder überzogenen Renditeerwartungen, wie Hedge-Fonds oder sogenannte Geierfonds.
Begriff und Debatte wurden verschiedentlich kritisiert, unter anderem als in Teilen antisemitisch und antiamerikanisch.

## Ablauf

### Programmdebatte der SPD
Im Herbst 2004 forderte Müntefering eine Aktualisierung des Parteiprogramms der SPD und verwendete in diesem Zusammenhang am 22. November 2004 bei einem öffentlichen Vortrag unter dem Titel „Freiheit und Verantwortung“ in der Friedrich-Ebert-Stiftung erstmals die Heuschreckenschwarm-Metapher:
„Wir müssen denjenigen Unternehmern, die die Zukunftsfähigkeit ihrer Unternehmen und die Interessen ihrer Arbeitnehmer im Blick haben, helfen gegen die verantwortungslosen Heuschreckenschwärme, die im Vierteljahrestakt Erfolg messen, Substanz absaugen und Unternehmen kaputtgehen lassen, wenn sie sie abgefressen haben. Kapitalismus ist keine Sache aus dem Museum, sondern brandaktuell.“
Der Redetext wurde wiederholt wortwörtlich veröffentlicht, etwa in den „Programmheften“ der SPD vom Januar und April 2005. Die Tiermetapher blieb in den Medien zunächst unbeanstandet.

### Interview inBild am Sonntag
Auslöser der Heuschrecken-Debatte war ein am 17. April 2005 in der Bild am Sonntag erschienenes Interview mit Franz Müntefering, in dem er äußerte:
„Manche Finanzinvestoren verschwenden keinen Gedanken an die Menschen, deren Arbeitsplätze sie vernichten – sie bleiben anonym, haben kein Gesicht, fallen wie Heuschreckenschwärme über Unternehmen her, grasen sie ab und ziehen weiter. Gegen diese Form von Kapitalismus kämpfen wir.“

### Schwarze Liste aufstern.de
Im Lauf der Debatte machte Müntefering deutlich, dass sich sein Heuschreckenvergleich gegen eine (relativ kleine) Gruppe Unternehmen richtete, nannte aber keine konkreten Beispiele. Am 28. April 2005 veröffentlichte stern.de unter dem Titel „Die Namen der Heuschrecken“ eine Liste und bezog sich dabei auf ein angeblich von der Planungsgruppe der SPD-Bundestagsfraktion erstelltes Hintergrundpapier mit dem Titel „Marktradikalismus statt sozialer Marktwirtschaft – Wie Private Equity-Gesellschaften Unternehmen verwerten“.
Der stern-Artikel nannte die Beteiligungsgesellschaften KKR und WCM, die Bank Goldman Sachs sowie die Private-Equity-Firmen Apax, BC Partners, Carlyle Group, Advent International, Permira, Blackstone Group, CVC Capital Partners und Saban Capital Group.

### Stechmückenkarikatur inmetall
Die IG Metall betitelte die Mai-Ausgabe ihres Mitgliedermagazins metall mit „US-Firmen in Deutschland – Die Aussauger“. Illustriert wurde der Titel mit der Karikatur einer Stechmücke im Nadelstreifenanzug. Zynisch grinsend hebt diese ihren Zylinder in den Farben der amerikanischen Flagge; unter einem langen, gebogenen Rüssel glitzert ein goldener Raffzahn.
Die Mückenkarikaturen auf dem Titelblatt und im Heft riefen wegen der Verwendung klassischer antiamerikanischer und antisemitischer Motive teils heftige Reaktionen hervor und wurden mit Karikaturen des Nationalsozialismus verglichen, vor allem in Verbindung mit dem Begriff „Aussauger“.

### Über Münteferings Stilvon Michael Wolffsohn
Am 3. Mai 2005 veröffentlichte Michael Wolffsohn einen Essay Zum 8. Mai, dem 60. Jahrestags des Endes der nationalsozialistischen Diktatur, in der Rheinischen Post. Er kritisierte im letzten Viertel, dass im Nationalsozialismus verbreitete Denkmuster bis heute vorhanden seien, und führt hierfür im letzten Teil des Essays Münteferings Vergleiche als Beispiel an:
„60 Jahre ‚danach‘ werden heute wieder Menschen mit Tieren gleichgesetzt, die – das schwingt unausgesprochen mit – als ‚Plage‘ vernichtet, ‚ausgerottet‘ werden müssen. Heute nennt man diese ‚Plage‘ ‚Heuschrecken‘, damals ‚Ratten‘ oder ‚Judenschweine‘. Worte aus dem Wörterbuch des Unmenschen, weil Menschen das Menschsein abgesprochen wird.“

## Reaktionen

### Sachverständigenrat
Der Sachverständigenrat zur Begutachtung der gesamtwirtschaftlichen Entwicklung widmete in seinem Jahresgutachten 05/06 der Heuschreckendebatte ein Unterkapitel. Dort heißt es:
In diesem Jahr sind die Aktivitäten von Private Equity-Gesellschaften und Hedge-Fonds besonders in den Blickpunkt der Öffentlichkeit gerückt und haben Diskussionen über die Notwendigkeit einer weitergehenden Regulierung ausgelöst. Die teilweise sehr undifferenziert geführten Diskussionen, im Rahmen derer Finanzinvestoren verkürzt zum Inbegriff von kurzfristig orientierten Spekulanten geworden sind und als ‚Heuschrecken‘ bezeichnet wurden, sind sicherlich mit auf ein mangelndes Verständnis der Strategien dieser Marktteilnehmer zurückzuführen, die in Deutschland erst in den letzten Jahren an Bedeutung gewonnen haben.
[…] Im Vordergrund der Debatte in Deutschland standen die Risiken für Unternehmen. Befürchtet wurde, dass kurzfristig orientierte Finanzinvestoren sich an einem Unternehmen beteiligten, die Unternehmung zerlegten und Reserven auflösten, um dann die Beteiligung wieder zu verkaufen und das Unternehmen geschwächt zurückzulassen. Diese einfache Argumentationslinie ist ökonomisch nicht nachzuvollziehen, da sie unterstellt, dass Investoren systematisch den Wert des Unternehmens zerstören und anschließend ihre Beteiligung mit Gewinn realisieren können.
[…] Die stärksten Ängste ruft die vermeintliche ‚soziale Kälte‘ der Finanzinvestoren hervor. Konkret wird befürchtet, dass Finanzinvestoren zur Erhöhung des Gewinns systematisch Arbeitsplätze abbauten. Hier gilt es festzuhalten, dass ein Zielkonflikt zwischen hoher Rendite und hoher Beschäftigung allenfalls kurzfristig bestehen kann. Langfristig können nur dauerhaft ertragsstarke Unternehmen einen hohen Beschäftigungsstand halten oder diesen sogar ausbauen.
[…] Empirische Untersuchungen über die Auswirkungen von Private Equity, die für verschiedene Länder vorliegen, zeigen mehrheitlich, dass Private-Equity-finanzierte Unternehmen – verglichen mit ähnlichen, anderweitig finanzierten Unternehmen – überdurchschnittlich wachsen, mehr Arbeitsplätze schaffen, und einen höheren Anteil von F&E-Investitionen aufweisen.

### Internationale Reaktionen
Am 16. Juni 2005 bemerkte der US-Finanzminister John W. Snow zur Heuschreckendebatte: „Ich denke nicht in diesen Begriffen“.

## Diskussion und Kritik
Müntefering wies mit seinen Äußerungen auf seiner Meinung nach extreme Auswüchse des Kapitalismus hin: Anonyme Investoren zerschlügen Unternehmen zum Zwecke kurzfristiger Gewinnmaximierung; die langfristigen sozialen Kosten würden sie nicht interessieren.
Kritiker sahen einen Widerspruch in Münteferings Wahlkampfäußerungen. Seine eigene Partei verantwortete zwei Gesetze, die die später kritisierten Kapitalbeteiligungen förderten. Die rot-grüne Bundesregierung unter Bundeskanzler Gerhard Schröder (SPD), der Müntefering zeitweise selbst angehörte, hat im Rahmen der Steuerreform 2000 „Gewinne aus der Veräußerung inländischer Kapitalbeteiligungen im betrieblichen Bereich“ von der Steuer freigestellt. Durch das 2003 verabschiedete Investmentmodernisierungsgesetz wurden in Deutschland Hedgefonds überhaupt erst zugelassen.
Widersprüchlich wurde auch bemerkt, dass Müntefering selbst Geschäfte mit einem der kritisierten Investoren gemacht habe. 1998 verkaufte er als Verkehrsminister die Autobahngaststätten-Kette Tank & Rast an ein Konsortium, dem zu dem Zeitpunkt auch Apax angehörte.
Von manchen wurde die Äußerung als pauschale Herabsetzung jeder Form von Unternehmensbeteiligungen durch Investmentfonds verstanden, auch wenn sich diese langfristig finanziell und sozial engagieren. Die Existenz einer „Heuschreckenliste“ hauptsächlich ausländischer Beteiligungsgesellschaften könne den Wirtschaftsstandort für ausländische Unternehmen uninteressant machen und damit die deutsche Wirtschaft nachhaltig gefährden.
Michael Wolffsohns Nazivergleich fand in Deutschland kaum Zustimmung; bei der SPD löste er Empörung aus. Paul Spiegel, seinerzeit Vorsitzender des Zentralrats der Juden in Deutschland, sagte, er halte den Nazivergleich im Zusammenhang mit Müntefering und der SPD für absurd. Vergleiche von Menschen mit Tieren seien „grundsätzlich unglücklich“ gewählt.
Innerhalb des linken Spektrums, beispielsweise in der Jungle World oder in konkret, wurden die antiamerikanischen und antisemitischen Aspekte der Debatte als Teil eines regressiven Antikapitalismus kritisiert. Weder könne das Phänomen der sogenannten „Heuschrecken“ im Kapitalismus isoliert betrachtet, noch negative Auswirkungen einseitig den so geschmähten Unternehmen angelastet werden. Vielmehr sei es eine bloße Äußerung der allgemeinen kapitalistischen Produktionsweise und der dabei notwendigen Profitmaximierung, der alle Unternehmen unterworfen sind.
Laut dem Soziologen Bjoern Milbradt ist der Gebrauch der Heusckrecken-Metapher und ähnlicher Tiervergleiche nicht notwendig antisemitisch, aber dennoch nicht harmlos, da er offen für eine antisemitische Deutung sei. Dadurch würde Rechtsextremen die Möglichkeit eröffnet, Elemente ihrer Ideologie unter den Bedingungen gesellschaftlicher Tabuisierung und Kommunikationslatenz weiterzutransportieren.

## Begriff der Heuschrecke

### Wort des Jahres 2005
Bei der Wahl des Wort des Jahres 2005 schafften es die Heuschrecken auf den 4. Platz.
Kursmakler und Wertpapierhändler haben den Begriff „Heuschrecken“ zum „Börsenunwort des Jahres 2005“ gewählt. Der Begriff zeige „ein völlig falsches Bild“ von Finanzinvestoren, es werde damit „eine ganze Branche verunglimpft“; Studien belegten, „dass mit Beteiligungskapital finanzierte Firmen schneller wachsen, überdurchschnittlich mehr Arbeitsplätze schaffen und eine signifikant höhere Rendite erwirtschaften“.

### Weiterverwendung des Begriffs
Am 16. Januar 2008 bezeichnete Jürgen Rüttgers, der damalige Ministerpräsident von Nordrhein-Westfalen, im Zusammenhang mit der Verlegung der Nokia-Werke nach Rumänien Nokia als „Subventionsheuschrecke“. Erzbischof Reinhard Marx stellt auf Seite 227 in seinem Buch Das Kapital. Ein Plädoyer für den Menschen den (in seinen Augen sprachlich nicht schönen und inhaltlich unfreundlichen) Ausdruck Rüttgers’ dem Begriff des Bundesministers Peer Steinbrück entgegen, welcher Nokias Vorgehensweise als „Karawanenkapitalismus“ bezeichnete.

## Politische Risikobegrenzung
Im Juni 2008 verabschiedete der Deutsche Bundestag das Gesetz zur Begrenzung der mit Finanzinvestitionen verbundenen Risiken. Investoren börsennotierter Firmen  sollen verpflichtet werden, ab dem Erwerb einer Beteiligung von zehn Prozent der Stimmrechte ihre Ziele sowie die Herkunft ihrer Finanzmittel offenzulegen. Sie müssen darlegen, ob sie strategische Ziele verfolgen oder nur Handelsgewinne erzielen wollen. Die Unternehmen selbst können per Satzungsänderung festlegen, dass die Offenlegungspflichten für sie nicht gelten.